# Бадахос (ущелье)
Бадахос (исп. Barranco de Badajoz) или Чамоко (исп. Chamoco) — ущелье (крупный овраг) на острове Тенерифе (Канарские острова, Испания), относящийся к муниципалитету Гуимар на восточном побережье острова.
В ущелье были найдены множество археологических артефактов и останков гуанчей, рассказывающих о жизнедеятельности коренного населения острова. К примеру было найдено несколько мумий гуанчей.
Ущелье прославилось тем, что некоторые люди заявляли о встречах здесь с НЛО, призраками, светящимися шарами, необычными крылатыми существами, а также о том, что слышали голоса и другие звуки.